# Monasterio trapense de Nuestra Señora de las Filipinas
El Monasterio trapense de Nuestra Señora de las Filipinas es un monasterio trapense (de la Iglesia católica) en la provincia de Guimaras, en la región de las Bisayas Occidentales en el centro del país asiático de las Filipinas. Este es el único monasterio de los Cistercienses de la Estricta Observancia en las Filipinas. Fue fundado en 1972. En la actualidad hay 35 monjes viven en el monasterio.